# Ambassade van Nederland in Suriname
De ambassade van Nederland in Suriname staat aan de Van Roseveltkade 5 in het centrum van Paramaribo.
Op 26 november 1975, de eerste dag na de onafhankelijkheid van Suriname, werd de nieuwe diplomatieke verhoudingen tussen Suriname en enkele andere landen formeel, toen de nieuwe ambassadeurs hun geloofsbrieven overhandigden. Voor Nederland werd Hendricus Leopold de eerste ambassadeur. Hij was eerder dat jaar ook al betrokken bij de voorbereidingen en de instelling van een pré-ambassade. De bouw van de ambassade stuitte op kritiek van de Algemene Rekenkamer omdat die te duur was geweest.

## Ambassadeur
De huidige ambassadeur van Nederland in Suriname is Walter Oostelbos (stand 2023).